# Nikolaj Ozeretskovskij
Nikolaj Jakoblevitj Ozeretskovskij (ryska: Николай Яковлевич Озерецковский) född 1750 i Dmitrovskij ujezd, Moskva guvernement, död 12 mars (gamla stilen: 28 februari) 1827 i Sankt Petersburg, var en rysk naturforskare.
Ozeretskovskij var professor i naturalhistoria vid universitetet i Sankt Petersburg. Han blev ledamot av Ryska vetenskapsakademien 1782, av Ryska akademien 1783 och utländsk ledamot av Kungliga Vetenskapsakademien 1801.